# 20世紀の終りに
『20世紀の終りに』（20せいきのおわりに）は、ヒカシューの楽曲および1枚目となるシングル。1979年10月21日にイーストワールド（東芝EMI）より発売された。
本項では、この曲のカバーのみを収録したアルバム『トリビュート・トゥ・ヒカシュー 「20世紀の終りに」』についても解説する。

## 解説
表題曲は「プヨプヨ」「パイク」などと共にヒカシューの代表曲として知られている。1996年にもセルフカバーされており、『かわってる』に収録されている他、この曲のカバーのみを収録したトリビュート・アルバムも発売されている。
シングルレコードには曲名やバンド名の表記揺れが見られ、ジャケットに書かれているタイトルは、漢数字の「二十世紀の終りに」となっており、またバンド名の英字表記がジャケットでは「HIKASU」、レコードのレーベル面には「HIKASHOO」と表記されていた。なお、現在では「HIKASHU」の表記が定着している。

## 収録曲
1. 20世紀の終りに(英題:At the end of the 20th century)
（作詞・作曲:巻上公一）
  - 『ヒカシュー』に収録。1996年のリメイクアルバム『かわってる』にてセルフカバーされる。
  - 米沢玩具「サイコム」のCMソング。
  - リリース当時は音楽番組などでも頻繁に演奏されていた。NHKの「600 こちら情報部」でP-MODEL、PLASTICSと共演した際にも、ヒカシューはこの曲を演奏した。
  - 俳優の本木雅弘は、ライブでこの曲をカバーしている。
2. ドロドロ(英題:Doro Doro)
（作詞:巻上公一 作曲:井上誠）
  - オリジナルアルバムには未収録で、アルバムとしては『ヒカシュー・スーパー』のみに収録されている。再発盤では『ヒカシュー+2』にアルバム未収録だったセカンドシングル「白いハイウェイ」と共に収録された。

## トリビュート・アルバム
『トリビュート・トゥ・ヒカシュー 「20世紀の終りに」』は、ヒカシューのトリビュート・アルバム。収録曲がすべて「20世紀の終りに」のカバーで構成されている。
参加アーティストとしてたま、ママスタジヲ、千葉レーダなどが参加している他、巻上公一名義でのセルフカバーも収録されている。

### 収録曲
- 全作詞・作曲 : 巻上公一

| #   | タイトル                                                   | 作詞 | 作曲・編曲 |
| --- | ---------------------------------------------------------- | ---- | ---------- |
| 1.  | 「20世紀の終りに／SKYFISHER」                              |      |            |
| 2.  | 「20世紀の終りに／たま」                                   |      |            |
| 3.  | 「20世紀の終りに／RICK STAGY（松江潤）」                   |      |            |
| 4.  | 「ポストゲノムラブ／大正九年」                             |      |            |
| 5.  | 「20世紀の終りに／ママスタジヲ」                           |      |            |
| 6.  | 「20世紀の終りに／千葉レーダ」                             |      |            |
| 7.  | 「20世紀の終りに／バケラッタ」                             |      |            |
| 8.  | 「20世紀の終りに／SPIN」                                   |      |            |
| 9.  | 「20世紀の終りに（SUMMER LOVE MIX）／Kovacs（Petit Mit）」 |      |            |
| 10. | 「20世紀の終りに／巻上公一」                               |      |            |

## カバー
- kihirohito（2011年、オムニバス・アルバム『初音ミクsingsニューウェイヴ』 歌 : 初音ミク[2]）